# HD 184884
HD 184884，又名BD+10 3981，SAO 105032、HR 7445，是一颗恒星，视星等为6.68，位于銀經47.98，銀緯-4.65，其B1900.0坐标为赤經19h 31m 24.5s，赤緯+10° -4.65′ 44″。